# Snikzwaag
Snikzwaag (Fries: Sniksweach) is een dorp of buurtschap in de gemeente De Friese Meren, in de Nederlandse provincie Friesland. Snikzwaag ligt direct ten noorden van Joure en bestaat uit losgelegen huizen en boerderijen. In 2023 telde het dorp 60 inwoners. De plaats wordt door het Kadaster een buurtschap genoemd.

## Geschiedenis
Van oorsprong was Snikzwaag een vaartdorp dat voornamelijk via de Snikzwaagstervaart was te bereiken.
Het dorp werd vanaf de 13e eeuw vermeld als Sneckswach, Ackronrijprasuagh, Snickzwaege, Snick zwaegh en Snyckszwaeghe. De naam verwijst mogelijk naar een Sneker weiland waarop vee werd gehouden, een zwaag. Meer betrouwbaar is de aanname dat snik op een spitsvormig stuk weiland  wijst.

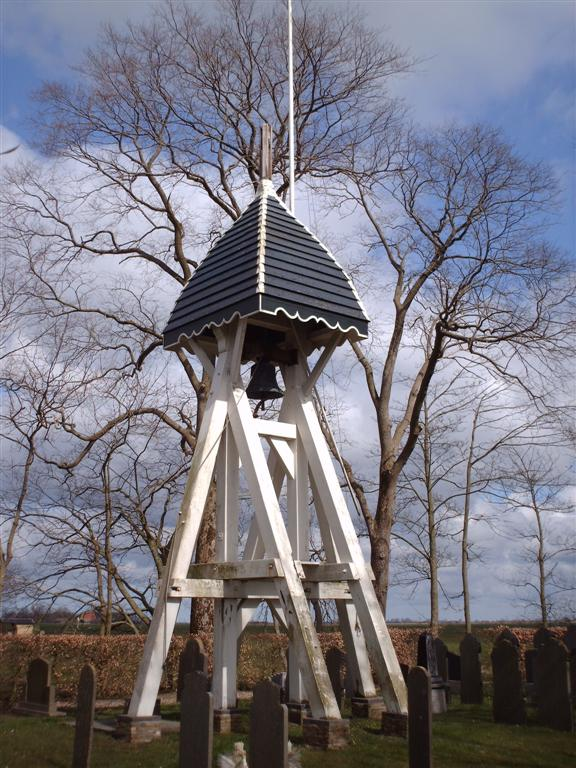
Klokkenstoel van Snikzwaag op de begraafplaats

Het dorp vormde samen met Nijehaske, Oudehaske, Haskerhorne en het voormalige dorp Westermeer de Haskervijfga. Haskervijfga was enige tijd een grietenij en vormde de basis voor de gemeente Haskerland. Snikzwaag was het kleinste dorp van de Haskervijfga.
De directe omgeving, het buitengebied van Snikzwaag werd pas in de 19e eeuw in cultuur gebracht. De kerk van het dorp was een tijdlang via een pad te bereiken, maar de kerk werd in de 19e eeuw afgebroken. Op de begraafplaats staat een van de klokkenstoelen in Friesland. In 1840 telde het dorp 73 inwoners.
De zuidoostelijke punt van het oorspronkelijk dorp is in de 20ste eeuw ingelijfd door de fabrieken van Douwe Egberts en valt sindsdien onder Joure. Tot 1 januari 1984 behoorde Snikzwaag tot de gemeente Haskerland, waarna het tot de gemeente Skarsterlân behoorde. In 2014 werd het onderdeel van de gemeente De Friese Meren.

## Molens
Bij het dorp hebben verschillende molens gestaan; De poldermolen De Ikkers verving in 1921 een sterk vervallen Tjasker, maar De Ikkers raakte ook relatief snel in verval waarna deze in 1970 werd verkocht. De molen werd opgeknapt en staat sindsdien in Wartena, een dorp nabij Leeuwarden.

## Geboren in Snikzwaag
- Sipke de Jong (1899-1986), schaatser
- Jolle de Jong (1907-1989), schaatser